# Metalcore
Metalcore ist ein Musikgenre, das vorwiegend auf Elemente aus Extreme Metal und Hardcore Punk zurückgreift. In Anspielung an die New Wave of British Heavy Metal wird die seit 2003 boomende Musikrichtung auch aufgrund der Vielzahl amerikanischer Bands in diesem Genre oft mit dem Überbegriff New Wave of American Heavy Metal gleichgesetzt.
Bedeutende Bands des modernen Metalcore sind zum Beispiel Atreyu, Architects, Bring Me The Horizon, Darkest Hour, As I Lay Dying, Unearth, August Burns Red, Caliban, Chimaira, Heaven Shall Burn, Parkway Drive, Killswitch Engage und Miss May I.

## Musik und Einstellung

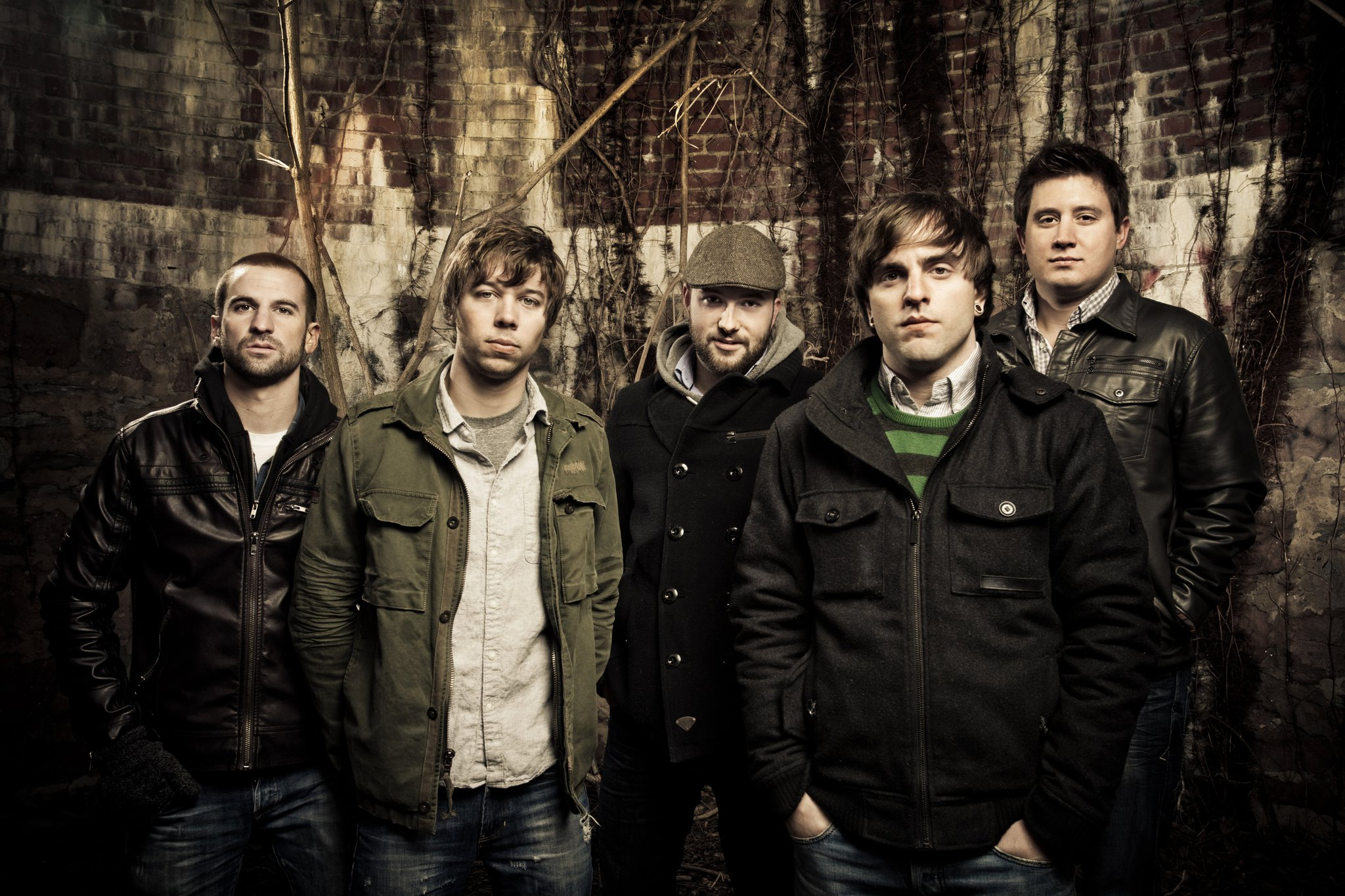
August Burns Red

Metalcore ist ein Abkömmling des Hardcore Punk, der mit den verschiedenen Genres der Kategorie Extreme Metal fusioniert. Obwohl diverse Crossover-Bands – die ihre Form des Hardcore mit Elementen anderer Musikstile vermischten – durchaus zu den musikalischen Wurzeln des Metalcore zählen, finden sich keine Hip-Hop-Wurzeln, wie sie beispielsweise im Nu Metal vorhanden sind.
Metalcore-Bands sind häufig musikalisch eher dem Metal näher, während sie ideologisch zumeist der Hardcore-Szene entsprechen: Inhaltlich befassen sich die Lieder z. B. mit Politik und persönlichen Problemen, anstelle der oft fiktiven und gewaltbezogenen Themen des Extreme Metal. Das Erscheinungsbild der Anhänger hebt sich deutlich von dem der Metalszene ab: Häufig werden College-Jacken, Röhrenjeans und weit geschnittene, an kurze Sporthosen erinnernde, „Mesh-shorts“ sowie Base-Caps getragen. Insgesamt erscheint der Kleidungsstil „jünger“ und modisch-moderner, wodurch die Szene sich modisch weniger stark abhebt als in anderen Metal-Dresscodes. Ein weiteres Merkmal des Stils ist eine starke Neigung zu Tattoos und Piercings unter den Anhängern der Szene (häufig geweitete Piercings, Septum-Piercing usw.).
Auf Konzerten bestimmen neben Moshing, Circle Pit und Wall of Death, Capoeira- oder Kickbox-Bewegungen, auch Violent Dancing genannt, das Bild des modernen Metalcore.

## Ursprung und Entwicklung

### Crossover
Die Vorarbeit für die Entwicklung des Metalcore wurde bereits Mitte der 1980er Jahre geleistet, als Bands wie Dirty Rotten Imbeciles, Corrosion of Conformity, S.O.D. und die Crumbsuckers erstmals Hardcore und Metal miteinander verknüpften. Damals bezeichnete man diese Mixtur noch als Crossover, in den USA auch Crossover-Thrash und später Metallic Hardcore. Bei einigen Gruppen war vor allem der Einfluss der Thrash-Metal-Band Slayer bezeichnend, sodass einige Fanzines auch von Slayercore als einem eigenständigen Stil sprachen. Vor allem New-York-Hardcore-Bands der alten Schule wie Cro-Mags, Agnostic Front und Madball verwendeten bis Mitte der 1990er Jahre hinein Metal-Elemente, auf die man danach aber oftmals wieder verzichtete. Während sich Biohazard nicht mit Metal-Elementen zufriedengaben und sogar Hip-Hop-Elemente in ihre Form des Crossover integrierten, spielten andere Bands wie Pro-Pain und Merauder eine besonders energiegeladene Version des Hardcore-Metal-Crossovers, welcher seit Mitte der 1990er Jahre als Metalcore bezeichnet wurde.
Ian Christe beschreibt in seiner Metal-Genrechronik Heavy Metal – Sound of the Beast Bands wie S.O.D., Cro-Mags, D.R.I., The Accüsed, Cryptic Slaughter und mehr unter dem Begriff Metalcore. Christe beschrieb den Begriff 2003 als eine in den 1980er-Jahren stattfindende Bewegung aus dem Punk-Underground, bei der einige Hardcore-Interpreten das Gitarrenspiel aus dem Metal für sich entdeckten. Die Musik dieser Bands sei im Ergebnis „zu dreckig und lärmend um Heavy Metal zu sein“ und zugleich „zu technisch versiert, um Punk zu sein“ gewesen. Das Bemühen dieser Interpreten nach künstlerischer Freiheit begründete den Metalcore.

### „Old School“ und „New School“
Der nächste Schritt in der Entwicklung des Hardcore war die „Spaltung“ in „Old School“ (z. B. Agnostic Front, Sick of It All, Slapshot) und „New School“ (z. B. Earth Crisis, Snapcase, Refused). Die „alte Schule“ wird verstärkt von einer positiv-kritischen Attitüde, simplen Rhythmen mit einer sehr hohen Taktgeschwindigkeit und einfachen Grooves geprägt, während sich die „neue Schule“ in komplexeren Musikgefilden wiederfindet und die Texte meist negativ-kritischen bis düsteren Inhalt haben. Aus Abgrenzung zur experimentierfreudigen „New School“ verzichteten viele „Old School“-Bands wieder auf Crossover-Elemente und bevorzugten die Ur-Form des Hardcore Punks, wie er Anfang der 1980er gespielt wurde.

### „Beatdown“
Ein besonderes Subgenre des Metallic Hardcores oder New School Hardcores ist der „Moshcore“, überwiegend auch als „Beatdown“ bezeichnet und von Gruppen wie Shattered Realm und Nasty vertreten. Moshcore zeichnet sich durch einen langsameren Tempo-Beat, Groove-Orientierung und harte Breakdowns mit Tempowechseln aus, die die Menschenmenge vor der Bühne zum „moshen“ animieren sollen. Einige moderne Beatdown-Gruppen fügen ihrer Musik mittlerweile auch Rap-Parts hinzu.

### Melodic Metalcore

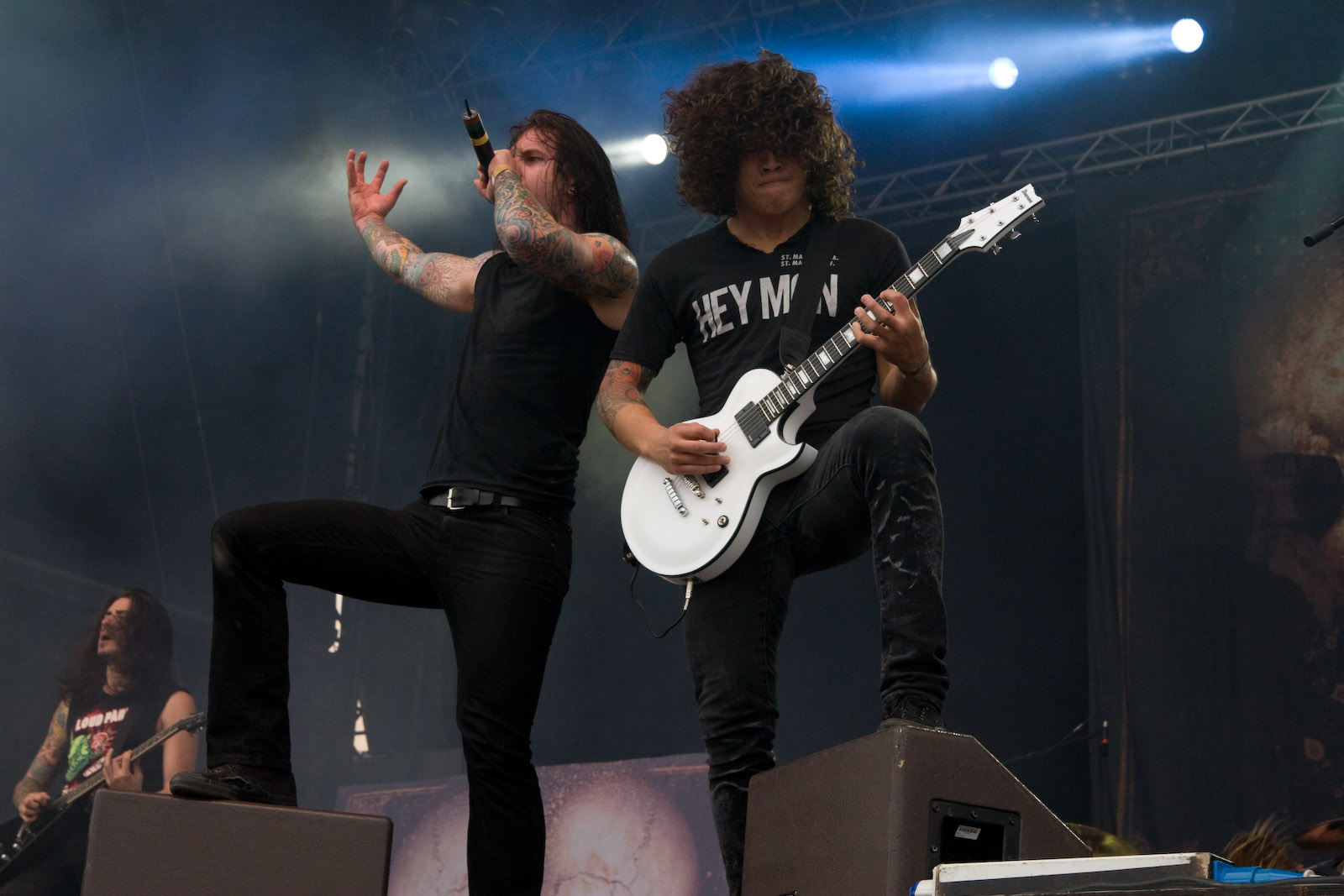
As I Lay Dying

Parallel dazu hat sich seit Mitte der 1990er Jahre im Untergrund eine Spielart des Hardcores entwickelt, die musikalisch recht nahe am extremen Metal, vor allem mit Einflüssen des skandinavischen Melodic Death Metals (Göteborger Schule) ist. So finden sich hier sehr schnelle, teilweise dem Thrash Metal entliehene, Gitarrenhooks, gepaart mit doppelläufigen, zweistimmigen Melodielinien ebenso wie der typische Kreisch-Gesang wieder. At the Gates, frühe Dark Tranquillity und Thrash-Metal-Ikonen wie Slayer, aber auch Black-Metal-Bands wie Emperor werden als große Einflüsse und Inspirationen genannt. Sich stark an Slayer orientierende Bands wie Morning Again erreichten aber lediglich im Underground Bekanntheit, haben im Rahmen des Metalcore-Booms im neuen Jahrtausend aber einen gewissen Kultfaktor erreicht.
All diese Entwicklungen mündeten schließlich in den Stil, der seit ca. 2003 unter dem Banner des „Metalcores“ zusammengefasst wird, obwohl die Bezeichnung selbst schon länger existiert. Der Großteil der Metalcore-Bands kommt aus den USA, zu den bekanntesten Bands gehören All That Remains, Killswitch Engage, As I Lay Dying, Parkway Drive (aus Australien), Bullet for My Valentine (aus Wales) und Unearth. Vorreiter in der deutschen Szene sind vor allem Bands wie Caliban, Heaven Shall Burn, Callejon, Hate Squad, Fear My Thoughts, Maroon, Narziss und Neaera, die selbst auch mit dem Wort Metal als Oberbegriff für ihr musikalisches Schaffen keine Probleme haben. In den letzten Jahren bildeten sich international wie auch in Deutschland viele Bands dieses Genres.
Seit 2004 haben auch größere Musiklabels diese aufstrebende Musikrichtung entdeckt und so finden sich Heaven Shall Burn und Caliban derzeit auf Century Media wieder, während Metal Blade die Münsteraner Neaera und die Schweizer Cataract als Zugpferde dieser Richtung im Programm hat. Chimaira sind von Roadrunner Records zu Nuclear Blast gewechselt, ebenso wie As I Lay Dying, die von Metal Blade zu Nuclear Blast Records wechselten. Damit geht auch eine Entwicklung weg vom Nischendasein einher und das „Phänomen“ Metalcore wird von Major-Labels an das Tageslicht gebracht.

### Deathcore
Mit dem Popularitätsanstieg des Metalcore bildeten sich im frühen 21. Jahrhundert mit Bands wie All Shall Perish, The Red Chord und Despised Icon viele Gruppen heraus, die in den Metalcore wesentlich mehr Elemente des Death Metal integrieren und somit mit dem Deathcore eine weitaus extremere Spielart des Metalcore begründeten.

## Bedeutende Alben
Das deutsche Magazin Visions veröffentlichte im Februar 2021 eine Liste der 40 Metalcore-Alben für die Ewigkeit. Während das Magazin die Alben chronologisch nach Erscheinung sortiert ist die untere Aufstellung alphabetisch.
- A Day to Remember – What Separates Me from You (2010)
- All That Remains – The Fall of Ideals (2006)
- Architects – Lost Forever // Lost Together (2014)
- Atreyu – The Curse (2004)
- August Burns Red – Constellations (2009)
- Avenged Sevenfold – Waking the Fallen (2003)
- Botch – We Are the Romans (1999)
- Bring Me the Horizon – Sempiternal (2013)
- Bullet for My Valentine – The Poison (2005)
- Caliban – The Undying Darkness (2006)
- Cave In – Until Your Heart Stops (1998)
- Chimaira – The Impossibility of Reason (2003)
- Coalesce – O:12 Revolution Is Just Listening (1999)
- Code Orange – Forever (2017)
- Converge – Jane Doe (2001)
- Darkest Hour – Undoing Ruin (2005)
- The Dillinger Escape Plan – Calculating Infinity (1999)
- Earth Crisis – Destroy the Machines (1995)
- Every Time I Die – Hot Damn! (2003)
- From Autumn to Ashes – Too Bad You’re Beautiful (2001)
- Hatebreed – Perseverance (2002)
- Heaven Shall Burn – Antigone (2004)
- Horse the Band – R. Borlax (2003)
- Killswitch Engage – Alive or Just Breathing (2002)
- Knocked Loose – A Different Shade of Blue (2019)
- Misery Signals – Of Malice and the Magnum Heart (2004)
- Morning Again – As Tradition Dies Slowly (1998)
- Neaera – Let the Tempest Come (2006)
- Norma Jean – Bless the Martyr and Kiss the Child (2002)
- Parkway Drive – Horizons (2007)
- Poison the Well – The Opposite of December (1999)
- Shadows Fall – The War Within (2004)
- Shai Hulud – That Within Blood Ill-tempered (2003)
- Suicide Silence – No Time to Bleed (2009)
- Trivium – Ascendancy (2005)
- Unbroken – Live. Love. Regret (1994)
- Unearth – The Oncoming Storm (2004)
- Vein – Errorzone (2018)
- While She Sleeps – This Is the Six (2012)
- Zao – Where Blood and Fire Bring Rest (1998)